# Jacob Ratcliffe
Jacob Ratcliffe (* 3. September 1997) ist ein neuseeländischer Eishockeyspieler, der seit 2018 für die Mannschaft der Westfield State University in der Division III der National Collegiate Athletic Association spielt.

## Karriere
Jacob Ratcliffe begann seine Karriere bei den Canterbury Juniors, für die er in der neuseeländischen Nachwuchsliga NZJEL aktiv war. In der Saison 2013 spielte er erstmals in der New Zealand Ice Hockey League für die Canterbury Red Devils. Mit den Roten Teufeln konnte er 2013 und 2014 den neuseeländischen Meistertitel erringen. 2016 und 2017 spielte er für den Ligarivalen West Auckland Admirals auf der Nordinsel Neuseelands.
Seit 2012 spielt Ratcliffe im Südhalbkugelsommer, also um den Jahreswechsel, stets in nordamerikanischen Nachwuchsligen. Nach drei Jahren bei den CIHA Voyageurs Midget spielte er 2015/16 zunächst für die Wilkes-Barre/Scranton Knights und später für die South Shore Kings in der USPHL. Dort spielte er dann bis 2018, als er ein Studium an der Westfield State University aufnahm und sich deren Mannschaft in der Division III der National Collegiate Athletic Association anschloss.

### International
Für die neuseeländische Nationalmannschaft nahm Ratcliffe, der im Juniorenbereich keine internationalen Einsätze verzeichnen konnte, erstmals an der Weltmeisterschaft 2016 in der Division II teil. Dort spielte er auch bei den Weltmeisterschaften 2017, bei der er gemeinsam mit dem Israeli Ilya Spektor Torschützenkönig und hinter dessen Landsmann Elie Klein zweitbester Scorer des Turniers wurde, und 2018.

## Erfolge und Auszeichnungen
- 2013 Neuseeländischer Meister mit den Canterbury Red Devils
- 2014 Neuseeländischer Meister mit den Canterbury Red Devils
- 2017 Bester Torschütze der Weltmeisterschaft der Division II, Gruppe B (gemeinsam mit Ilya Spektor)

## NZIHL-Statistik
(Stand: Ende der Saison 2017)